# Palermo Hollywood (película)
Palermo Hollywood es una película argentina de 2004 dirigida por Eduardo Pinto y escrita por Brian Maya y Federico Finkielstain.

## Trama
La película está ambientada en el barrio de Palermo en la Ciudad de Buenos Aires, una zona que en los últimos años se ha convertido en centro comercial para miles de porteños y visitantes en busca de restaurantes y bares de alto nivel.
Pero alrededor de esta marea humana, en el barrio sobreviven seres ajenos a esa realidad, ya que por la realidad que el país sufría eran obligados a ver el éxito del resto y la desgracia propia.
Es por eso, quizás, que Pablo (Matías Desiderio) eligió un camino peligroso para conseguir plata para su familia, conformada por su padre tachero, su pareja Jimena (Azul Lombardía) e hija. Él se dedica a los robos en el barrio.
Su cómplice es su mejor amigo, Mario (Brian Maya), un chico que si bien no es de Palermo Hollywood, ha convertido a las calles y plazas de la zona en su hogar, ya que en su casa de Belgrano, donde viven su padre político, Ernesto Segal (Miguel Dedovich) (acusado de corrupción), su madre Beatriz (Alicia Schilman) y su hermana Valeria (Maya Lesca) , nadie parece entenderlo.
Mario y Pablo, entonces, se han convertido en los "dueños" del barrio, capaces de entrar a robar en casas particulares, vender droga en boliches y pasearse con total tranquilidad porque saben que cuentan con protección: la que les brinda Stevie (Edgardo Nieva), el dueño de un prostíbulo que supo granjearse la complicidad policial.
Luego de una charla "Stevie" los convence de llevar a cabo un "secuestro express" junto a un cómplice suyo, "El Turco" (Claudio Rissi). Todo parece marchar con "normalidad" para esta dupla, hasta que la situación se comienza a desmoronar, cuando la familia del secuestrado no paga el rescate y El Turco le ordena a Pablo que mate al secuestrado, Pablo se niega pero el turco le apunta un arma en la cabeza a su amigo Mario y amenaza con matarlo si no "termina el trabajo".
Más allá de ese problema Mario había comenzado a salir con Julieta (Manuela Pal) (Desde antes del secuestro exprés, a escondidas de Pablo), hermana de Pablo, una chica "prohibido tocar" para cualquier conocido de su hermano. Es por ello que los amigos también se enfrentarán entre sí, resquebrajando su relación hasta un dramático final.

## Reparto
- Brian Maya como Mario David Segal.
- Matías Desiderio como Pablo.
- Manuela Pal como Julieta.
- Azul Lombardía como Jimena.
- Martín Adjemián como Detective.
- Pablo Tagliani como Fabi.
- David Di Napoli como Dante.
- Luis María Montanari como La Mole.
- Hernán Dalo como Modelo testigo.
- Miguel Dedovich como Ernesto Segal.
- Lautaro Delgado como Enrique.
- Alicia Schilman como Beatriz Segal.
- Maya Lesca como Valería Segal.
- Claudio Rissi como "El Turco"

- Datos: Q6058872